# العلاقات الأسترالية الإسبانية
العلاقات الأسترالية الإسبانية هي العلاقات الثنائية التي تجمع بين أستراليا وإسبانيا.

## مقارنة بين البلدين
هذه مقارنة عامة ومرجعية للدولتين:
| وجه المقارنة                                              | أستراليا                                   | إسبانيا                                                                             |
| --------------------------------------------------------- | ------------------------------------------ | ----------------------------------------------------------------------------------- |
| المساحة (كم2)                                             | 7.69 مليون                                 | 505.99 ألف                                                                          |
| عدد السكان (نسمة)                                         | 24.51 مليون                                | 46.73 مليون                                                                         |
| الكثافة السكانية (ن./كم²)                                 | 3.19                                       | 92.35                                                                               |
| العاصمة                                                   | كانبرا، ملبورن                             | مدريد                                                                               |
| اللغة الرسمية                                             | لغة إنجليزية                               | اللغة الإسبانية، اللغة الغاليسية، لغة بشكنشية، اللغة الكتالونية، اللغة الأوكسيتانية |
| العملة                                                    | دولار أسترالي، جنيه إسترليني، جنيه أسترالي | يورو، بيزيتا إسبانية                                                                |
| الناتج المحلي الإجمالي (بليون دولار)                      | 1.32 تريليون                               | 1.31 تريليون                                                                        |
| الناتج المحلي الإجمالي (تعادل القوة الشرائية) بليون دولار | 1.10 تريليون                               | 1.77 تريليون                                                                        |
| الناتج المحلي الإجمالي الاسمي للفرد دولار أمريكي          | 56.31 ألف                                  | 28.16 ألف                                                                           |
| الناتج المحلي الإجمالي للفرد دولار أمريكي                 | 45.92 ألف                                  | 38.00 ألف                                                                           |
| مؤشر التنمية البشرية                                      | 0.939                                      | 0.876                                                                               |
| رمز المكالمات الدولي                                      | +61                                        | +34                                                                                 |
| رمز الإنترنت                                              | .au                                        | .es                                                                                 |
| المنطقة الزمنية                                           |                                            | ت ع م+01:00، ت ع م+02:00                                                            |

## مدن متوأمة
في ما يلي قائمة باتفاقيات التوأمة بين مدن أسترالية وإسبانية:
- ترتبط أديلايد مع فيرول باتفاقية توأمة.

## منظمات دولية مشتركة
يشترك البلدان في عضوية مجموعة من المنظمات الدولية، منها:
| علم المنظمة | اسم المنظمة                               | تاريخ انضمام أستراليا | تاريخ انضمام إسبانيا |
| ----------- | ----------------------------------------- | --------------------- | -------------------- |
|             | منظمة التعاون الاقتصادي والتنمية          | ?                     | ?                    |
|             | منظمة التجارة العالمية                    | ?                     | ?                    |
|             | الاتحاد البريدي العالمي                   | ?                     | ?                    |
|             | الوكالة الدولية للطاقة                    | ?                     | ?                    |
|             | مجموعة الموردين النوويين                  | ?                     | ?                    |
|             | يونسكو                                    | 4 نوفمبر 1946         | 30 يناير 1953        |
|             | الفريق المعني برصد الأرض                  | ?                     | ?                    |
|             | مؤسسة التمويل الدولية                     | 20 يوليو 1956         | 24 مارس 1960         |
|             | المركز الدولي لتسوية المنازعات الاستشارية | 1 يونيو 1991          | 17 سبتمبر 1994       |
|             | بنك التنمية الآسيوي                       | 1966                  | 1986                 |
|             | منظمة حظر الأسلحة الكيميائية              | ?                     | ?                    |
|             | مؤسسة التنمية الدولية                     | 24 سبتمبر 1960        | 18 أكتوبر 1960       |
|             | مجموعة أستراليا                           | 1985                  | 1985                 |
|             | نظام تحكم تكنولوجيا القذائف               | 1990                  | 1990                 |
|             | وكالة ضمان الاستثمار متعدد الأطراف        | 10 فبراير 1999        | 29 أبريل 1988        |
|             | الاتحاد الدولي للاتصالات                  | 27 مايو 1878          | 1866                 |
|             | منظمة الشرطة الجنائية الدولية             | ?                     | ?                    |
|             | الأمم المتحدة                             | 1 نوفمبر 1945         | 14 ديسمبر 1955       |
|             | البنك الدولي للإنشاء والتعمير             | 5 أغسطس 1947          | 15 سبتمبر 1958       |
|             | المنظمة الهيدروغرافية الدولية             | ?                     | ?                    |

## أعلام
هذه قائمة لبعض الشخصيات التي تربطها علاقات بالبلدين:
- آدم لوبيز (مغني أسترالي، 26 أغسطس 1972 – )
- أندي برنال (لاعب كرة قدم أسترالي، 16 مايو 1966[31] – )
- إيلين بيريز (لاعبة كرة مضرب أسترالية، 10 أكتوبر 1995 – )
- بيغي أنطونيو (لاعبة كركيت أسترالية، 2 يونيو 1917 – 11 يناير 2002)
- تومي أور (لاعب كرة قدم أسترالي، 10 ديسمبر 1991[32] – )
- تيسون بيدرو (17 سبتمبر 1991 – )
- جون بيليساريو (طبيب أسنان أسترالي، 1820[33][34] – 1900[33][34])
- ريتشارد غارسيا (لاعب كرة قدم أسترالي، 4 سبتمبر 1981[35] – )
- صوفي ماسون (18 مايو 1959[36] – )
- فيكتور غارسيا (5 يونيو 1970 – )
- كاندي ديفين (مغنية أسترالية، 4 سبتمبر 1956 – )
- ميلاني فاليجو (ممثلة أسترالية، 27 أكتوبر 1979[37] – )
- ناتالي ميندوزا (12 أغسطس 1978 – )
- ناثاليا راموس (ممثلة إسبانية، 3 يوليو 1992 – )
- هولي فلانس (11 مايو 1983[38][39] – )

## وصلات خارجية
- موقع وزارة الخارجية الأسترالية
- موقع وزارة الخارجية الإسبانية